# یواس‌اس البا (ای‌جی-۱۳۲)
یواس‌اس البا (ای‌جی-۱۳۲) (به انگلیسی: USS Elba (AG-132)) یک کشتی بود که طول آن ۱۷۷' بود. این کشتی در سال ۱۹۴۴ ساخته شد.